# EPROM

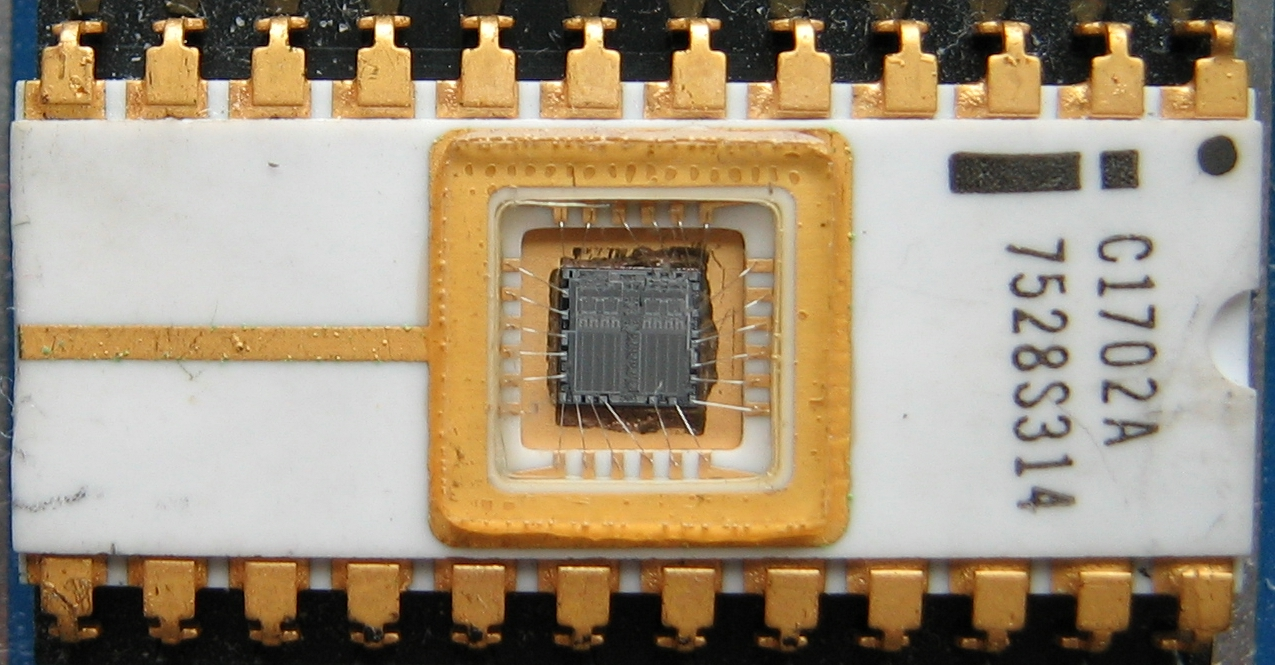
EPROM. La petita finestra de quars rep llum UV durant l'esborrat.

EPROM és un tipus de circuit integrat de memòria ROM no volàtil inventat per l'enginyer Dov Frohman. EPROM són les sigles de Erasable Programmable Read-Only Memory (Memòria ROM programable esborrable). Està formada per cel·les de FAMOS (Floating Gate Avalanche-Injection Metall-Oxide Semiconductor) o "transistors de porta flotant", cadascun dels quals ve de fàbrica sense càrrega, pel que són llegits com a 0 (per això, una EPROM sense gravar es llegeix com 00 en totes les seves cel·les). Es programen mitjançant un dispositiu electrònic que proporciona tensions superiors a les normalment utilitzades en els circuits electrònics. Les cel·les que reben càrrega es llegeixen llavors com un 1.

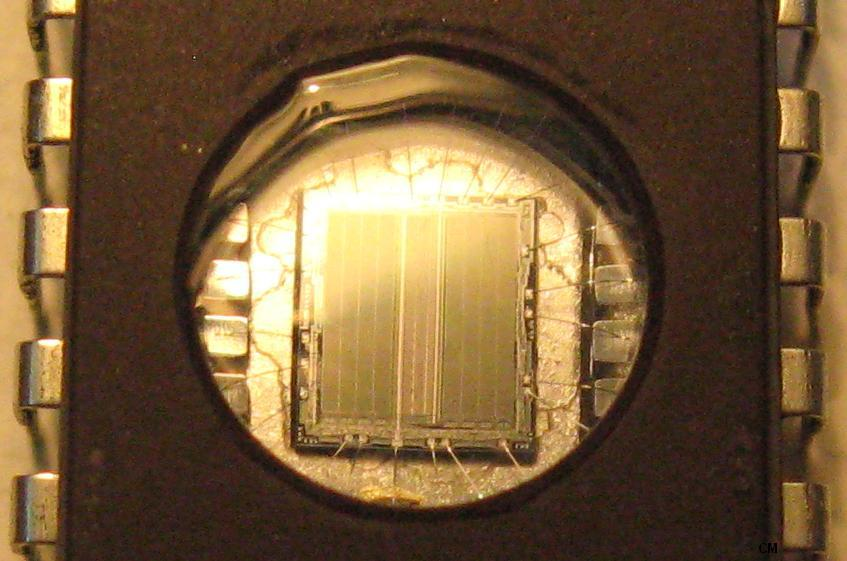
Finestra de EPROM.

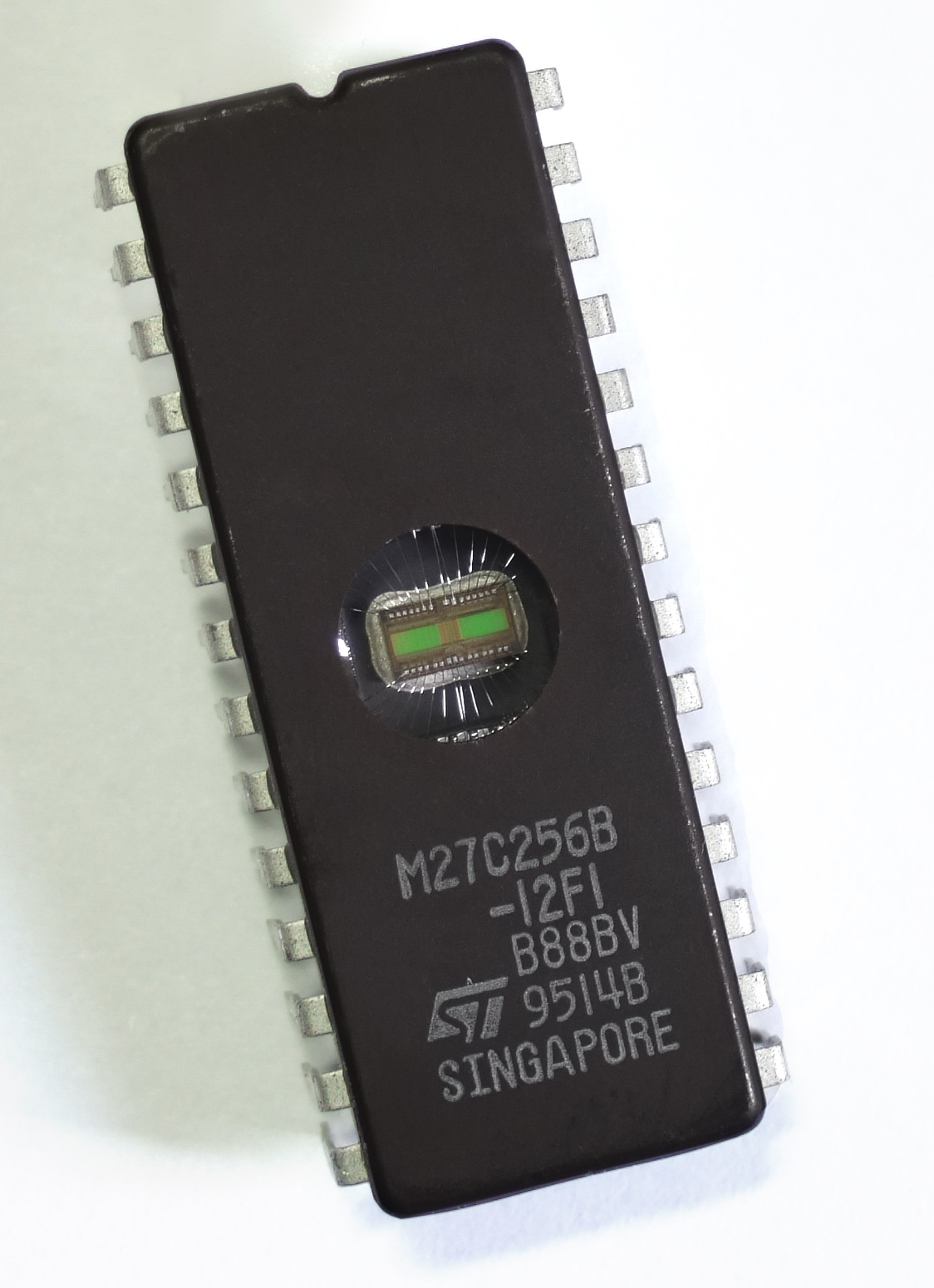
Una EPROM de 32KB (256Kbit).

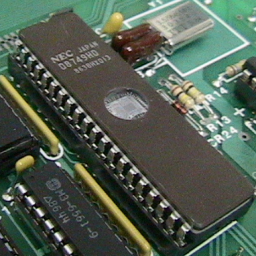
Aquest microcontrolador 8749 emmagatzema el seu programa en una EPROM interna.

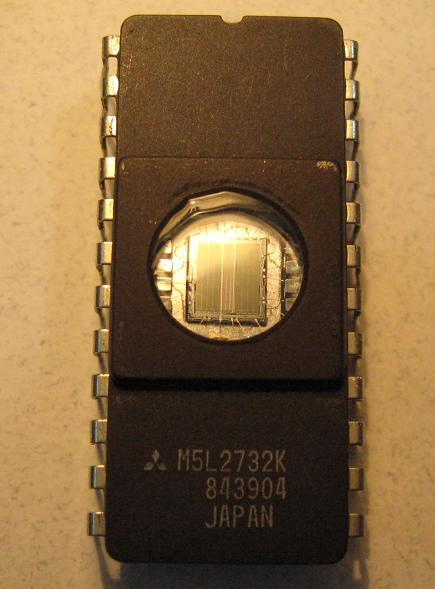
Una EPROM de 4KB (32Kbit) 1984.

Un cop programada, una EPROM es pot esborrar només mitjançant exposició a una forta llum ultraviolada. Això és degut al fet que els fotons de la llum exciten els electrons de les cel·les provocant que es descarreguin. Les EPROMS es reconeixen fàcilment per una finestra transparent en la part alta de l'encapsulat, a través de la qual es pot veure el xip de silici i que admet la llum ultraviolada durant l'esborrat.
Com el quars de la finestra és car de fabricar, es van introduir els xips OTP ( One-Time Programmable , programables una sola vegada). L'única diferència amb la EPROM és l'absència de la finestra de quars, de manera que no es poden reprogramar. Les versions OTP es fabriquen per substituir tant les EPROM normals com les EPROM incloses en alguns microcontroladors. Aquestes últimes van anar sent substituïdes progressivament per EEPROM (per a fabricació de petites quantitats on el cost no és l'important) i per memòries flash (més usades).
Una EPROM programada reté les seves dades durant deu o vint anys, i es pot llegir un nombre il·limitat de vegades. Per evitar l'esborrat accidental per la llum del sol, la finestra d'esborrat ha d'estar coberta. Les BIOS antigues dels ordinadors personals eren sovint EPROM i la finestra d'esborrat estava habitualment coberta per una etiqueta que contenia el nom del productor de la BIOS, la seva revisió i una advertència de copyright.
Les EPROM poden venir en diferents mides i capacitats. Així, per a la família 2.700 es poden trobar:
| Tipus d'EPROM  | Mida - bits | Mida - Bytes | Longitud (hex) | Darrera adreça (hex) |
| -------------- | ----------- | ------------ | -------------- | -------------------- |
| 1702, 1702A    | 2 Kbits     | 256          | 100            | 000FF                |
| 2.704          | 4 Kbits     | 512          | 200            | 001FF                |
| 2.708          | 8 Kbits     | 1 KBytes     | 400            | 003FF                |
| 2.716, 27C16   | 16 Kbits    | 2 KBytes     | 800            | 007FF                |
| 2.732, 27C32   | 32 Kbits    | 4 KBytes     | 1000           | 00FFF                |
| 2.764, 27C64   | 64 Kbits    | 8 KBytes     | 2000           | 01FFF                |
| 27.128, 27C128 | 128 Kbits   | 16 KBytes    | 4.000          | 03FFF                |
| 27.256, 27C256 | 256 Kbits   | 32 KBytes    | 8.000          | 07FFF                |
| 27.512, 27C512 | 512 Kbits   | 64 KBytes    | 10.000         | 0FFFF                |
| 27C010, 27C100 | 1 Mbits     | 128 KBytes   | 20.000         | 1FFFF                |
| 27C020         | 2 Mbits     | 256 KBytes   | 40.000         | 3FFFF                |
| 27C040         | 4 Mbits     | 512 KBytes   | 80.000         | 7FFFF                |
| 27C080         | 8 Mbits     | 1 MBytes     | 100.000        | ffff '               |

NOTA: 1702 EPROMS són PMOS, les EPROMS de les sèrie 27x que contenen una C en el nom es basen en CMOS, la resta són NMOS
Pins de la EPROM 2.764
```
+--------------+
VPP |1 +--+ 28| VCC
A12 |2 27| /PGM
A7 |3 26| NC
A6 |4 25| A8
A5 |5 24| A9
A4 |6 23| A11
A3 |7 2764 22| /OE
A2 |8 21| A10
A1 |9 20| /CE
A0 |10 19| D7
D0 |11 18| D6
D1 |12 17| D5
D2 |13 16| D4
GND |14 15| D3
+--------------+
```